# Phalaenopsis malipoensis
Phalaenopsis malipoensis — епіфітна трав'яниста рослина родини орхідні.
Вид не має усталеної української назви. У україномовних джерелах зазвичай використовується наукова назва  Phalaenopsis malipoensis.

## Біологічний опис
Мініатюрний моноподіальний епіфіт або літофіт. 
 Стебло укорочене, приховане основами листя.
Квіти подібні з Phalaenopsis gibbosa , від якого відрізняється більш вузькими петаліями, формою губи і будовою квітконоса.

## Ареал, екологічні особливості
Китай, провінція Юньнань.

## Історія опису
Виявлено в 2005 р. в Китаї на південному-сході провінції Юньнань.

## У культурі
Про утримання в культурі відомостей немає.